# Klášter Gotteszell
Klášter Gotteszell je bývalé cisterciácké opatství v Bavorsku.

## Historie
Klášter, zasvěcený Panně Marii a svaté Anně byl v místě založen v roce 1285 a původně šlo o závislý priorát opatství Aldersbach. V roce 1320 byl klášter povýšen na samostatné opatství. Místní mniši hodně podporovali kult svaté Anny, což trvalo až do 15. století. Tehdy došlo ke krizi a nakonec v klášteře zůstal jediný mnich. Změna situace nastala až v 16. století. Velice schopní opati - Achatius Einspeck a Michael Kössler, dokázali opatství opět pozvednout. Slibný vývoj byl porušen až Třicetiletou válkou. V roce 1629 klášter vyhořel, v roce 1633 byl přepaden Švédy a během přepadu byl opat Kössler krutě ztýrán. Nový rozkvět nastal za opata Gerharda Högera. V roce 1803 bylo ale opatství v rámci sekularizace zrušeno. Z opatského kostela se stal kostel farní, budovy konventu se změnily na faru a školu.
Mniši z Gotteszellu měli též svůj vztah k Čechám. Od roku 1694 pečovali o duchovní správu v části Šumavy v okolí dnešní Železné Rudy, ve které vystavěli v letech 1727-1732 dnešní farní kostel Panny Marie Pomocnice (zvaný též Panny Marie Pomocnice z Hvězdy).